# Beach volley ai Giochi della XXX Olimpiade
Gli incontri di beach volley ai Giochi della XXX Olimpiade furono disputati a Horse Guards Parade dal 28 luglio al 12 agosto 2012.

## Qualificazioni

### Sistema di qualificazione
Per ottenere l'ammissione al torneo olimpico di beach volley l'FIVB ha stabilito quattro criteri differenti di ammissione:
Il primo consiste nel prendere in considerazione il ranking FIVB di qualificazione olimpica, classifica che tiene in considerazione i migliori 12 risultati ottenuti nel campionato mondiale 2011, nei tornei del World tour e nelle finali dei tour continentali che si sono disputati dal 1º gennaio 2011 al 17 giugno 2012. Le prime sedici coppie di questa classifica hanno il diritto di partecipare alle Olimpiadi a meno che non abbiano disputato almeno 12 eventi o che in questa classifica siano preceduti da altre due coppie provenienti dalla loro stessa nazione. Infatti al torneo olimpico possono prendere parte al massimo due coppie per ogni comitato olimpico nazionale.
In subordine sono ammesse a partecipare le cinque coppie meglio classificate nel ranking delle nazioni vincitrici dei cinque tornei continentali di classificazione, chiamati Continental Beach Volley Cup, trofei per nazioni che si sono tenuti a far data dal 1º giugno 2010 e che si sono conclusi il 24 giugno 2012.
Le coppie delle nazioni seconde e terze classificate in questi tornei continentali di qualificazione sono state ammesse a partecipare ad un torneo denominato Beach Volleyball World Cup Olympic Qualification, disputato a Mosca dal 28 giugno al 1º luglio 2012 con le stesse regole delle Coppe Continentali, le due coppie meglio classificate nel ranking delle nazioni che hanno vinto le due semifinali del torneo hanno ottenuto il pass per le Olimpiadi.
Inoltre l'ultimo posto disponibile è riservato ad una coppia britannica, in qualità di paese ospitante.

### Maschile
| Torneo                                        | Data                             | Organizzatore  | Posti | Qualificati |
| --------------------------------------------- | -------------------------------- | -------------- | ----- | ----------- |
| Ranking FIVB di qualificazione olimpica       | 1º gennaio 2011 - 17 giugno 2012 | -              | 16    |             |
| Coppe continentali di qualificazione olimpica | 1º giugno 2010 - 24 giugno 2012  | varie località | 5     |             |
| Coppa del Mondo di qualificazione olimpica    | 28 giugno 2012 - 1º luglio 2012  | Mosca          | 2     |             |
| Nazione Ospitante                             | -                                | -              | 1     | Regno Unito |
| TOTALE                                        |                                  |                | 24    |             |

### Femminile
| Torneo                                        | Data                             | Organizzatore  | Posti | Qualificati |
| --------------------------------------------- | -------------------------------- | -------------- | ----- | ----------- |
| Ranking FIVB di qualificazione olimpica       | 1º gennaio 2011 - 17 giugno 2012 | -              | 16    |             |
| Coppe continentali di qualificazione olimpica | 1º giugno 2010 - 24 giugno 2012  | varie località | 5     |             |
| Coppa del Mondo di qualificazione olimpica    | 28 giugno 2012 - 1º luglio 2012  | Mosca          | 2     |             |
| Nazione Ospitante                             | -                                | -              | 1     | Regno Unito |
| TOTALE                                        |                                  |                | 24    |             |

## Calendario
| Uomini | 1°T | 1°T | 1°T | 1°T | 1°T | 1°T | O | O |    | Q. | SF |        | Finale | 1 |
| Donne  | 1°T | 1°T | 1°T | 1°T | 1°T | 1°T | O | O | Q. |    | SF | Finale |        | 1 |
| Totale |     |     |     |     |     |     |   |   |    |    |    | 1      | 1      | 2 |

|  | Qualificazioni |  | FINALI |

## Podi

### Uomini
| Evento                           | Oro                                    | Argento                             | Bronzo                                 |
| Beach volley maschile (dettagli) | Germania Julius Brink Jonas Reckermann | Brasile Alison Cerutti Emanuel Rego | Lettonia Mārtiņš Pļaviņš Jānis Šmēdiņš |

### Donne
| Evento                            | Oro                                       | Argento                               | Bronzo                                    |
| Beach volley femminile (dettagli) | Stati Uniti Misty May-Treanor Kerri Walsh | Stati Uniti Jennifer Kessy April Ross | Brasile Juliana Felisberta Larissa França |

## Medagliere
| Posizione | Paese       |   |   |   | Totale |
| --------- | ----------- | - | - | - | ------ |
| 1         | Stati Uniti | 1 | 1 | 0 | 2      |
| 2         | Germania    | 1 | 0 | 0 | 1      |
| 3         | Brasile     | 0 | 1 | 1 | 2      |
| 4         | Lettonia    | 0 | 0 | 1 | 1      |
| Totale    | Totale      | 2 | 2 | 2 | 6      |